# Copa Libertadores 1977
In 1977 werd de Copa Libertadores voor de achttiende keer gehouden. CA Boca Juniors won de beker voor de eerste keer en mocht daarna tegen Borussia Mönchengladbach spelen voor de Wereldbeker voetbal.

## Groepsfase

### Groep 1
| Team              | Wed | W | G | V | DS   | Ptn |
| ----------------- | --- | - | - | - | ---- | --- |
| Boca Juniors      | 6   | 4 | 2 | 0 | 5:0  | 10  |
| River Plate       | 6   | 1 | 4 | 1 | 5:5  | 6   |
| Defensor Sporting | 6   | 1 | 3 | 2 | 5:7  | 5   |
| Peñarol           | 6   | 1 | 1 | 4 | 7:10 | 3   |

|                   | BOC | RIV | DEF | PEÑ |
| ----------------- | --- | --- | --- | --- |
| Boca Juniors      |     | 1-0 | 2-0 | 1-0 |
| River Plate       | 0-0 |     | 1-1 | 2-1 |
| Defensor Sporting | 0-0 | 0-0 |     | 2-4 |
| Peñarol           | 0-1 | 2-2 | 0-2 |     |

### Groep 2
| Team              | Wed | W | G | V | DS   | Ptn |
| ----------------- | --- | - | - | - | ---- | --- |
| Deportivo Cali    | 6   | 4 | 0 | 2 | 12:5 | 8   |
| Bolívar           | 6   | 3 | 1 | 2 | 7:4  | 7   |
| Oriente Petrolero | 6   | 2 | 1 | 3 | 6:7  | 5   |
| Atlético Nacional | 6   | 2 | 0 | 4 | 5:14 | 4   |

|                   | BOL | ORI | ATL | CAL |
| ----------------- | --- | --- | --- | --- |
| Bolívar           |     | 1-0 | 3-0 | 3-0 |
| Oriente Petrolero | 0-0 |     | 4-0 | 1-0 |
| Atlético Nacional | 1-0 | 3-1 |     | 0-3 |
| Deportivo Cali    | 3-0 | 3-0 | 3-1 |     |

### Groep 3
| Team             | Wed | W | G | V | DS   | Ptn |
| ---------------- | --- | - | - | - | ---- | --- |
| Internacional    | 6   | 4 | 1 | 1 | 9:4  | 9   |
| El Nacional      | 6   | 3 | 1 | 2 | 6:6  | 7   |
| Corinthians      | 6   | 2 | 1 | 3 | 10:6 | 5   |
| Deportivo Cuenca | 6   | 1 | 1 | 4 | 3:12 | 2   |

|                  | COR | INT | CUE | NAC |
| ---------------- | --- | --- | --- | --- |
| Corinthians      |     | 1-1 | 4-0 | 3-0 |
| Internacional    | 1-0 |     | 3-1 | 2-0 |
| Deportivo Cuenca | 2-1 | 0-2 |     | 0-2 |
| El Nacional      | 2-1 | 2-0 | 0-0 |     |

### Groep 4
| Team                 | Wed | W | G | V | DS   | Ptn |
| -------------------- | --- | - | - | - | ---- | --- |
| Libertad             | 6   | 3 | 2 | 1 | 10:5 | 8   |
| Universidad de Chile | 6   | 3 | 0 | 3 | 3:6  | 6   |
| Everton              | 6   | 2 | 1 | 3 | 7:8  | 5   |
| Club Olimpia         | 6   | 1 | 3 | 2 | 5:6  | 5   |

|                      | EVE | UNI | LIB | OLI |
| -------------------- | --- | --- | --- | --- |
| Everton              |     | 2-0 | 1-3 | 1-0 |
| Universidad de Chile | 1-0 |     | 1-0 | 1-0 |
| Libertad             | 2-1 | 3-0 |     | 2-2 |
| Olimpia              | 2-2 | 1-0 | 0-0 |     |

### Groep 5
| Team                  | Wed | W | G | V | DS   | Ptn |
| --------------------- | --- | - | - | - | ---- | --- |
| Portuguesa            | 6   | 4 | 2 | 0 | 10:2 | 10  |
| Unión Huaral          | 6   | 2 | 2 | 2 | 5:6  | 6   |
| Estudiantes de Mérida | 6   | 3 | 0 | 3 | 6:8  | 6   |
| Sport Boys            | 6   | 0 | 2 | 4 | 3:8  | 2   |

|               | SPO | UNI | EST | POR |
| ------------- | --- | --- | --- | --- |
| Sport Boys    |     | 1-1 | 1-3 | 1-2 |
| Unión Huaral  | 1-0 |     | 2-1 | 1-1 |
| Estudiantes M | 1-0 | 1-0 |     | 0-2 |
| Portuguesa    | 0-0 | 2-0 | 3-0 |     |

## Halve finale
In deze ronde kwam ook titelverdediger Cruzeiro erbij. 

### Groep A
| Team           | Wed | W | G | V | DS  | Ptn |
| -------------- | --- | - | - | - | --- | --- |
| Boca Juniors   | 4   | 2 | 2 | 0 | 4:2 | 6   |
| Deportivo Cali | 4   | 0 | 3 | 1 | 3:4 | 3   |
| Libertad       | 4   | 1 | 1 | 2 | 2:3 | 3   |

|                | BOC | CAL | LIB |
| -------------- | --- | --- | --- |
| Boca Juniors   |     | 1-1 | 1-0 |
| Deportivo Cali | 1-1 |     | 0-0 |
| Libertad       | 0-1 | 2-1 |     |

### Groep B
| Team          | Wed | W | G | V | DS  | Ptn |
| ------------- | --- | - | - | - | --- | --- |
| Cruzeiro      | 4   | 3 | 1 | 0 | 7:1 | 7   |
| Internacional | 4   | 1 | 1 | 2 | 2:5 | 3   |
| Portuguesa    | 4   | 1 | 0 | 3 | 5:8 | 2   |

|               | CRU | INT | POR |
| ------------- | --- | --- | --- |
| Cruzeiro      |     | 0-0 | 2-1 |
| Internacional | 0-1 |     | 2-1 |
| Portuguesa    | 0-4 | 3-0 |     |

## Finale
|                         |              |       |          |                            |
| 6 september Eerste duel | Boca Juniors | 1 – 0 | Cruzeiro | La Bombonera, Buenos Aires |
| 6 september Eerste duel | Veglio 3'    |       |          | La Bombonera, Buenos Aires |

|                          |             |       |              |                          |
| 11 september Tweede duel | Cruzeiro    | 3 – 0 | Boca Juniors | Mineirão, Belo Horizonte |
| 11 september Tweede duel | Nelinho 76' |       |              | Mineirão, Belo Horizonte |

|                         |              |                           |          |                                |
| 14 september Derde duel | Boca Juniors | 0 – 0 Strafschoppen 5 - 4 | Cruzeiro | Estadio Centenario, Montevideo |
| 14 september Derde duel |              |                           |          | Estadio Centenario, Montevideo |

## Kampioen
|                            |
| Vlag van Argentinië        |
| CA Boca Juniors 1ste titel |

1948 · 1960 · 1961 · 1962 · 1963 · 1964 · 1965 · 1966 · 1967 · 1968 · 1969 · 1970 · 1971 · 1972 · 1973 · 1974 · 1975 · 1976 · 1977 · 1978 · 1979 · 1980 · 1981 · 1982 · 1983 · 1984 · 1985 · 1986 · 1987 · 1988 · 1989 · 1990 · 1991 · 1992 · 1993 · 1994 · 1995 · 1996 · 1997 · 1998 · 1999 · 2000 · 2001 · 2002 · 2003 · 2004 · 2005 · 2006 · 2007 · 2008 · 2009 · 2010 · 2011 · 2012 · 2013 · 2014 · 2015 · 2016 · 2017 · 2018 · 2019 · 2020 · 2021 · 2022 · 2023